# Biatora mendax
Biatora mendax är en lavart som beskrevs av Anzi. Biatora mendax ingår i släktet Biatora och familjen Ramalinaceae.   Inga underarter finns listade i Catalogue of Life.